# Adradas
Adradas est une municipalité de la province de Soria, en Castille-et-León, en Espagne, appartenant à la comarque (es) d'Almazán.

## Géographie
Elle se situe dans la province de Soria, appartenant à la communauté autonome de Castille-et-León. Elle fait partie du district judiciaire espagnol d'Almazán, situé dans la comarque d'Almazán (es).
Elle se situe sur un terrain avec une légère pente descendante par rapport aux élévations qui la sépare avec la terre de Medinaceli (es) (Sierra de Hontalbilla, Puerto de Radona) vers la vallée du Duero.
La municipalité culmine à 1 051 mètres d'altitude, à environ 54 kilomètres de la capitale de Soria. Elle est traversée par la N-111 (en) et l'A-15.
| Nord-Ouest : Almazán               | Nord : Frechilla de Almazán, Coscurita | Nord-Est : Morón de Almazán |
| Ouest : Baraona                    |                                        | Est : Taroda                |
| Sud-Ouest : Alcubilla de las Peñas | Sud : Alcubilla de las Peñas           | Sud-Est : Taroda            |